# Gerhard Welter
Gerhard Welter (* 16. Dezember 1907; † 16. September 1989 in Hannover) war ein deutscher Numismatiker und Autor des heutigen Standardwerks zu den Münzen der Welfen (der Welter, We.).
Gerhard Welter war im Hauptberuf Kaufmann in einer Büromaschinenfirma. Privat befasste er sich seit frühen Jahren mit der Münzkunde und der Geldgeschichte; er wandte sich bald den Münzen der Linien des Welfenhauses zu und wurde deren bester Kenner zu seiner Zeit.
Sein Wissen fasste er in dem Werk Die Münzen der Welfen seit Heinrich dem Löwen zusammen, dessen erster Band 1971 erschien und das eigentliche Korpuswerk darstellt. Der zweite Band von 1973 enthält den Tafelteil sowie dynastische und heraldische Erläuterungen. Der dritte Band von 1978 wurde zum vervollständigenden Ergänzungsband mit synoptisch-dynastischen Übersichten, Münzmeister- und Münzmeisterzeichen-Übersichten, Nachtragsteil, Darstellungen der Münz- und Währungsverhältnisse, Lebensläufen der Welfenfürsten seit 1700 und anderen Angaben.

## Schriften
- Die Reinigung und Erhaltung von Münzen und Medaillen. Selbstverlag, Hannover 1965 (ab der 3. Auflage: Klinkhardt & Biermann, Braunschweig).
- Die Münzen der Welfen seit Heinrich dem Löwen. Mit synoptischen Tafeln und Münzmeisterzeichen. 3 Bände, Klinkhardt & Biermann, Braunschweig 1971–1978.